# Kota Baru (Mesuji)
Kota Baru is een bestuurslaag in het regentschap Ogan Komering Ilir van de provincie Zuid-Sumatra, Indonesië. Kota Baru telt 834 inwoners (volkstelling 2010).